# Dzo

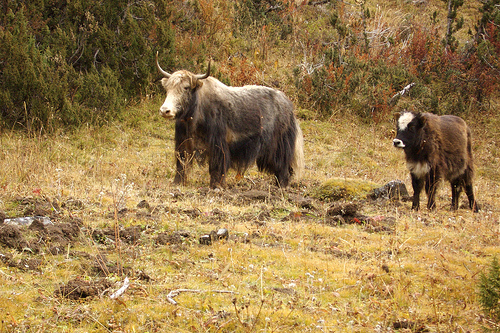
Adulto e cucciolo di dzo

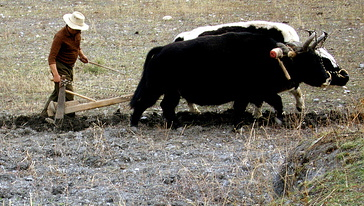
Due Dzo che lavorano nei campi

Lo dzo è un bovino ibrido che nasce dall'incrocio tra un toro (Bos taurus) ed una femmina di yak (Bos grunniens). La parola dzo si riferisce tecnicamente a un ibrido di sesso maschile, mentre la femmina è nota come un dzomo o zhom.

## Descrizione
Una delle caratteristiche di questo animale è la sua forza: può infatti portare carichi molto più pesanti dello yak.

## Biologia

### Comportamento
Mentre il toro si muove in mandria, lo dzo, che ha ereditato geneticamente il movimento dello yak, si muove in fila indiana: è questo un fattore indispensabile per le carovane che percorrono gli stretti sentieri che portano dagli alti pascoli ai bassopiani.

### Riproduzione
Le femmine di dzo sono feconde e lattifere, mentre il maschio è sterile. In Mongolia e in Tibet il risultato di una dzomo incrociata con un toro o con uno yak viene chiamato ortoom (tre quarti di razza) e uno ortoom incrociato con un toro domestico o con uno yak viene detto güzee usan (un ottavo di razza).